# Melinda Clarke
Melinda Clarke   (Dana Point, 24 d'abril de 1969) nom artístic de Melinda Patrice "Mindy" Clarke és una actriu estatunidenca. Clarke és coneguda per haver interpretat Faith Taylor al fulletó Days of Our Lives (1989–1990), Julie Cooper a la sèrie dramàtica per a adolescents de Fox The O.C. (2003–2007), Lady Heather a la sèrie de drama criminal de CBS CSI: Crime Scene Investigation (2001–2015) i Amanda a la sèrie de thriller d'acció Nikita (2010–2013).

## Biografia
Clarkeva créixer a Dana Point, Califòrnia. És filla de l'actor John Clarke. Un dels tres germans, la germana de Clarke, Heidi, va morir el 1994 d'un tumor maligne del cor.

## Carrera
Clarke va aparèixer al fulletó Days of Our Lives com Faith Taylor (on el seu pare era un membre del repartiment) i va protagonitzar la sèrie de televisió Soldier of Fortune, Inc. També va actuar com a estrella convidada a Xena: Warrior Princess com la cap d'amazones Velasca, Firefly  com la madam del bordell Nandi, Charmed com la sirena, i ha tingut sis aparicions a CSI on va interpretar la dominatrix Lady Heather. També va aparèixer a l'episodi de Seinfeld "The Muffin Tops", interpretant la xicota d'en Jerry a qui li agrada qualsevol cosa sense pèl. El 1993, va interpretar un paper principal a la pel·lícula de terror El retorn dels morts vivents 3.
Va interpretar Julie Cooper a la sèrie dramàtica per a adolescents The O.C., que es va emetre a la Xarxa Fox del 5 d'agost de 2003 al 22 de febrer de 2007, amb un total de quatre temporades. El personatge de Clarke, Julie Cooper, es va caracteritzar sovint com a tortuosa i egoista, mentre que USA Today la qualificava de "meuca eixelebrada". Tanmateix, va revelar un costat més vulnerable d'ella diverses vegades durant la sèrie. Clarke va ser anunciada originalment com a estrella convidada en els primers episodis en què va aparèixer, però a causa de la resposta dels fans se li va oferir un contracte regular de sèrie; Clarke va acceptar el paper i el seu personatge es va convertir en una part integral de la trama de la sèrie.
El juliol de 2009, Entertainment Weekly va col·locar el personatge de The O.C. de Clarke, Julie Cooper, al tercer lloc de la seva llista de les "21 millors meuques de televisió". Al gener de 2021, Vogue va escriure sobre les opcions de moda a The O.C., comentant: "Parlant dels Cooper, també vull acabar dient que Julie Cooper (Melinda Clarke), la mare de Marissa, està molt subestimada durant tota aquesta sèrie. En primer lloc, és guapísima. En segon lloc, mana a cada habitació en la que entra, ja sigui de color rosa Juicy Couture o una samarreta fantàstica sense espatlles. És evident que Marissa va treure tot el seu sentit de la moda d'ella."

A més de protagonitzar The O.C., va aparèixer a la sèrie de comèdia i drama de HBOEntourage com una versió fictícia d'ella mateixa, casada. al personatge de Malcolm McDowell, Terrance McQuewic. Clarke va interpretar Blithe Meacham al telefilm She Drives Me Crazy (2007), que va ser produïda per Kelly Rowan. Va tenir papers com a convidada en diversos programes de televisió, com ara Chuck (2007), Reaper (2007) i  Ghost Whisperer (2010). El 2010, va aparèixer al programa de The CW The Vampire Diaries com Kelly Donovan, una mare que va descobrir que la seva filla havia mort. Los Angeles Times va elogiar la seva interpretació com a Kelly dient: "En una escena sense cap diàleg, Clarke va fer que el greuge de Kelly fos creïble i poderós."

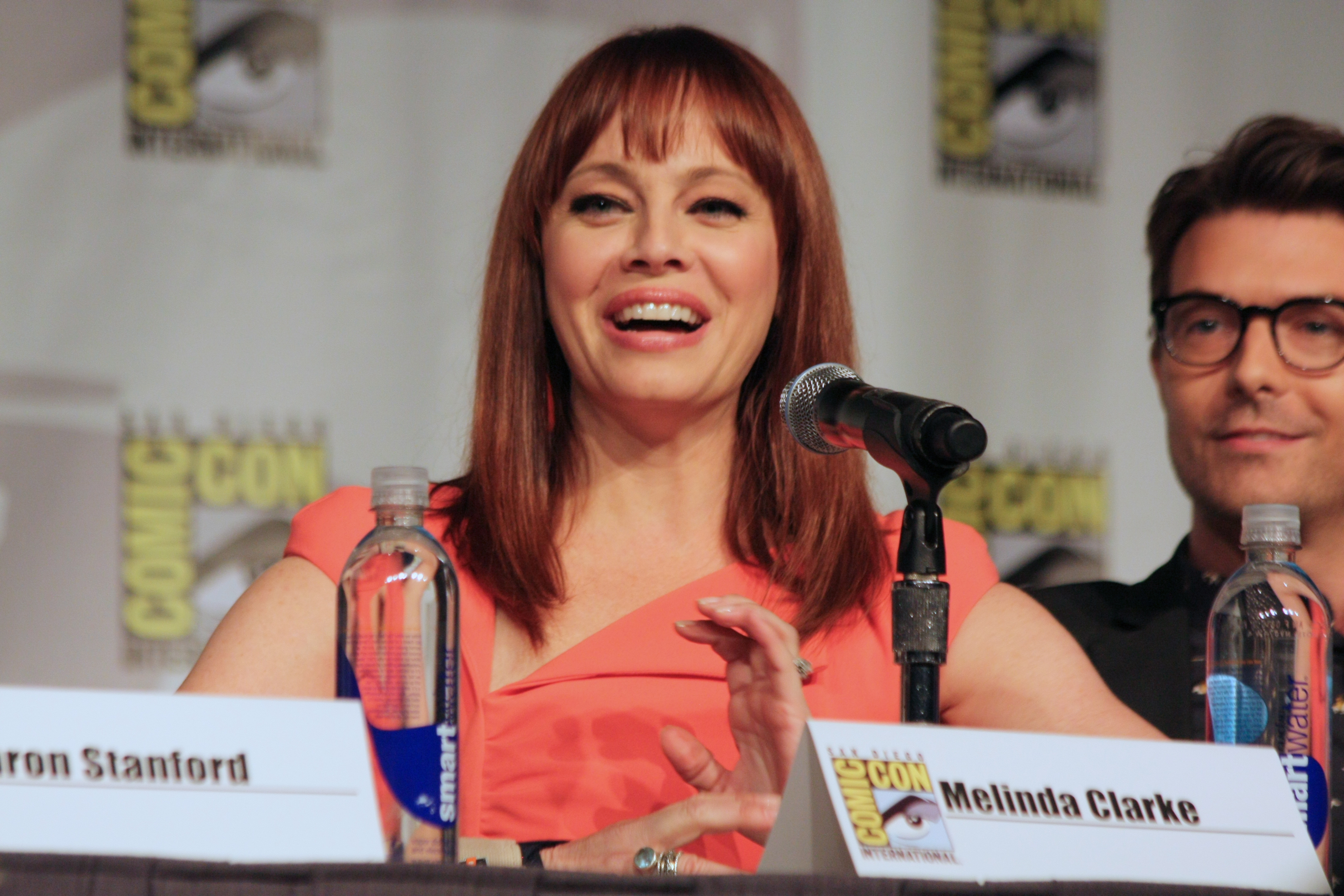
Clarke a la sessió de panel de la Comic-Con al Centre de Convencions de San Diego el 19 de juliol de 2013.

El 2010, va aconseguir un dels papers principals a la sèrie dramàtica d'acció de The CW Nikita com a Helen "Amanda" Collins. El personatge de Clarke va ser el principal antagonista de la tercera i quarta temporada del programa. La sèrie va concloure després de quatre temporades el 27 de desembre de 2013. Ha prestat la seva veu a diversos projectes d'actuació de veu, donant veu a Alexa a The Animatrix: Matriculated, Sofia Ivanescu al videojoc Mission Impossible: Operation Surma, Madame Macmu-Ling a Avatar: The Last Airbender, i Charlene a King of the Hill.
L'abril de 2021, Clarke i la seva antiga coprotagonista de The O.C. Rachel Bilson van llançar un podcast setmanal titulat Welcome to the OC, Bitches! El podcast se centra en els amfitrions i convidats que tornen a veure i discuteixen episodis de  The O.C. L'agost de 2021, el podcast va ser nomenat un dels "7 millors podcasts de celebritats als quals us hauríeu de subscriure ara mateix" per Bustle.

## Imatge pública
S'han fet dues figures d'acció de Clarke. La primera va ser pel seu paper de Jessica Priest a Spawn (1997) i la segona va ser pel seu paper de Velasca de la sèrie de televisió Xena: Warrior Princess (1997). A l'agost de 2005,  TV Guide la va classificar al cinquè lloc de la seva llista dels "deu millors robadors d'escenes de TV". Clarke sovint ha representat personatges durs, manipuladors i dolents. El 2011, ella va dir que els fans i espectadors de Nikita volien que el seu personatge Amanda fos "malvat" i "tan dolent com fos possible". Clarke va descriure el seu personatge de The O.C. Julie Cooper dient: "Creus la veritat del teu personatge, i la seva veritat era mantenir aquesta bonica façana. Físicament i econòmicament. Però en última instància, és una estranya, i això és el que Josh ha explicat que és el tema principal d'aquest programa: tothom és realment un foraster. Ells eren un, o es converteixen en un foraster, o se senten forasters."
Durant la seva carrera, Clarke ha aparegut en portades de revistes i dibuixos com In Touch Weekly, Fangoria i Regard magazine.

## Vida personal
Clarke va estar casada amb Ernie Mirich del 1997 al 2005, i tenen una filla nascuda l'any 2000. El setembre de 2015, Clarke es va casar amb Adam Farmer en una cerimònia celebrada a Dana Point, Califòrnia.

## Filmografia

### Cinema
| Any  | Títol                          | Paper              | Notes                   |
| ---- | ------------------------------ | ------------------ | ----------------------- |
| 1992 | Hot Under the Collar           | Monica             |                         |
| 1992 | Out for Blood                  | Laura              |                         |
| 1993 | Young Goodman Brown            | Faith Brown        |                         |
| 1993 | El retorn dels morts vivents 3 | Julie Walker       |                         |
| 1995 | Return to Two Moon Junction    | Savannah DeLongpre |                         |
| 1996 | La brigada de Mulholland       | Noia del cigarret  |                         |
| 1996 | La lengua asesina              | Candy              |                         |
| 1997 | Critics and Other Freaks       | Mrs. M.            |                         |
| 1997 | Soldier of Fortune             | Margo Vincent      | Telefilm                |
| 1997 | Spawn                          | Jessica Priest     |                         |
| 2002 | Cold Sweat                     | Starring           |                         |
| 2002 | .com for Murder                | Agent Williams     |                         |
| 2003 | The Animatrix                  | Alexa (veu)        | Segment: "Matriculated" |
| 2004 | Dynamite                       | Beta               |                         |
| 2007 | She Drives Me Crazy            | Blithe Meacham     | Telefilm                |
| 2014 | How Divine!                    | Chelsea Kirk       | Telefilm                |

### Televisió
| Any        | Títol                             | paper                  | Notes                                                  |
| ---------- | --------------------------------- | ---------------------- | ------------------------------------------------------ |
| 1989–1990  | Days of Our Lives                 | Faith Taylor           | 130 episodis                                           |
| 1991       | Jake and the Fatman               | Angel Alexander        | episodi: "Every Time We Say Goodbye"                   |
| 1994       | The George Carlin Show            | Christy                | episodi: "George Helps Sydney"                         |
| 1994       | Heaven Help Us                    | Lexy Monroe            | Paper principal;                                       |
| 1996       | Strange Luck                      | Lola Vale              | episodi: "Lightning Strikes"                           |
| 1997       | Xena: Warrior Princess            | Velasca                | 2 episodis                                             |
| 1997       | Nash Bridges                      | Karen Decker           | episodi: "Out of Chicago"                              |
| 1997       | Seinfeld                          | Alex                   | episodi: "The Muffin Tops"                             |
| 1997       | Sliders                           | Allasandra             | episodi: "This Slide of Paradise"                      |
| 1997–1999  | Soldier of Fortune, Inc.          | Margo Vincent          | Paper principal                                        |
| 2000       | The Pretender                     | Miss Eve               | episodi: "Meltdown"                                    |
| 2000       | Nash Bridges                      | Abby Gordon            | episodi: "End Game"                                    |
| 2001       | Star Trek: Enterprise             | Sarin                  | episodi: "Broken Bow: Part 2"                          |
| 2001–2015  | CSI: Crime Scene Investigation    | Lady Heather           | Paper recurrent                                        |
| 2002       | First Monday                      | Desconegut             | episodi: "Pilot"                                       |
| 2002–2003  | The District                      | Olivia Cahill          | Paper recurrent (seasons 2–3)                          |
| 2002       | Charmed                           | Siren                  | episodi: "Siren's Song"                                |
| 2002       | Everwood                          | Sally Keyes            | episodi: "Till Death Do Us Part"                       |
| 2003       | Tremors                           | Megan Flint            | episodi: "Night of the Shriekers"                      |
| 2003       | Firefly                           | Nandi                  | episodi: "Heart of Gold"                               |
| 2003–2007  | The O.C.                          | Julie Cooper           | Paper principal                                        |
| 2004       | 50 Most Wicked Women of Primetime | Ella mateixa / co-host | E! television special                                  |
| 2005–2011  | Entourage                         | Ella mateixa           | 6 episodis                                             |
| 2006       | Avatar: The Last Airbender        | Madame Macmu-Ling      | Veu; episodi: "The Tales of Ba Sing Se"                |
| 2007       | Reaper                            | Mimi                   | episodi: "Ashes to Ashes"                              |
| 2008       | King of the Hill                  | Charlene (veu)         | episodi: "Untitled Blake McCormick Project"            |
| 2008       | Chuck                             | Sasha Banacheck        | episodi: "Chuck Versus the Seduction"                  |
| 2008–2009  | Eli Stone                         | Dr. Lee                | 3 episodis                                             |
| 2009       | Hell's Kitchen                    | Herself                | episodi: "13 Chefs Compete"                            |
| 2010       | Ghost Whisperer                   | Donna                  | episodi: "Old Sins Cast Long Shadows"                  |
| 2010–2013  | Nikita                            | Helen "Amanda" Collins | Paper principal                                        |
| 2010, 2017 | The Vampire Diaries               | Kelly Donovan          | Paper recurrent (temporada 1); convidada (temporada 8) |
| 2013       | Vegas                             | Lena Cavallo           | Paper recurrent                                        |
| 2014       | Dallas                            | Tracey McKay           | 2 episodis                                             |
| 2016       | Gotham                            | Grace Van Dahl         | 3 episodis                                             |
| 2018       | Swedish Dicks                     | Rebecca Glos           | episodi: "It Had to Be Lou"                            |
| 2023       | Fantasy Island                    | Amber Graham           | episodi: "#Happy"                                      |

### Videojocs
| Any  | Títol                                 | paper          | Notes |
| ---- | ------------------------------------- | -------------- | ----- |
| 2003 | Mission: Impossible – Operation Surma | Sofia Ivanescu | Veu   |
| 2012 | Nikita: Codebreaker                   | Amanda         |       |

### Podcasts
| Any       | Títol                       | Paper     | Notes                                                                        |
| --------- | --------------------------- | --------- | ---------------------------------------------------------------------------- |
| 2021      | Movies That Changed My Life | Convidada | episodi: "Rachel Bilson and Melinda Clarke: All That Jazz and Dirty Dancing" |
| 2021–2023 | Welcome to the OC, Bitches! | Co-host   | 46 episodis                                                                  |

### Vídeos musicals
| Any  | Títol                                 | Artista     | Notes |
| ---- | ------------------------------------- | ----------- | ----- |
| 1995 | "Have You Ever Really Loved a Woman?" | Bryan Adams |       |

## Premis i nominacions
| Any  | Premi/Festival           | Categoria                            | Obra nominada                  | Result    |
| ---- | ------------------------ | ------------------------------------ | ------------------------------ | --------- |
| 1990 | Young Artist Awards      | Millor actriu jove en un drama diürn | Days of Our Lives              | Nominat   |
| 1994 | Premis Fangoria Chainsaw | Millor actriu                        | El retorn dels morts vivents 3 | Guanyador |
| 1996 | Festival de Sitges       | Millor actriu                        | La lengua asesina              | Guanyador |